# Rhopilema esculentum
Rhopilema esculentum is een schijfkwal uit de familie Rhizostomatidae. De kwal komt uit het geslacht Rhopilema. Rhopilema esculentum werd in 1891 voor het eerst wetenschappelijk beschreven door Kishinouye.
R. esculentum is eetbaar en is reeds lang een populair voedsel in China, waar de soort sedert de jaren 1990 in aquacultuur gekweekt wordt. De kwal bestaat hoofdzakelijk uit water en proteïnen; de koepel is rijk aan collageen. De kwal bevat geen vet of cholesterol.